# 馬丁角
馬丁角（英語：Point Martin）是南極洲的海岬，位於南奧克尼群島的勞里島南岸，處於默多克角西北面1.5公里，該海岬在1903年由蘇格蘭的探險隊探測，該地區被國際鳥盟列為重點鳥區，是約26,000雙阿德利企鵝和13,000雙南極企鵝的棲息地。